# High Rise Invasion
High Rise Invasion (japanisch 天空侵犯 Tenkū Shinpan) ist eine Manga-Serie von Autor Tsuina Miura und Zeichner Takahiro Oba aus den Jahren 2013 bis 2019. 2021 erschien ein Web-Anime von Studio Zero-G mit 12 Folgen zum Manga.

## Handlung
Die Schülerin Yuri Honjō (本城遊理) befindet sich in einem „ungewöhnlichen Raum“, in dem unzählige Wolkenkratzer durch Hängebrücken verbunden sind und maskierte Figuren ihre verwirrten und flüchtenden Opfer gnadenlos abschlachten. In dieser höllischen Welt hat sie zwei Möglichkeiten: die maskierten Figuren töten oder getötet werden. Yuri ist entschlossen zu überleben, um diese irrationale Welt zu zerstören.

## Manga
Die Mangaserie wurde zuerst ab Dezember 2013 im Magazin Manga Box veröffentlicht beim Verlag Kodansha. Der Manga wurde im Mai 2019 abgeschlossen. Die Kapitel wurden auch in 21 Sammelbänden veröffentlicht. Seit 2019 erscheint eine Fortsetzung namens High Rise Invasion Arrive im Magazin Magazine Pocket.
Eine deutsche Übersetzung erschien von Juni 2016 bis Januar 2022 bei Egmont Manga. Die letzten drei Bände erschienen gemeinsam als Bundle. Auf Italienisch und Portugiesisch wird die Serie von Planet Manga herausgegeben, auf Spanisch von Panini Comics und auf Englisch von Seven Seas Entertainment.

## Animeserie
Der Anime entstand beim Studio Zero-G unter der Regie von Masahiro Takata und nach einem Drehbuch von Tōko Machida. Das Charakterdesign entwarf Yōichi Ueda und die künstlerische Leitung lag bei Junki Taniguchi. Die Tonarbeiten leitete Masahiro Takata und für die Kameraführung war Kosuke Tanaka verantwortlich.
Die 12 je 25 Minuten langen Folgen erschienen am 25. Februar 2021 bei Netflix, unter anderem auf Japanisch, Englisch, Deutsch, Französisch und Portugiesisch.

### Synchronisation
| Rolle          | japanischer Sprecher (Seiyū) | deutsche Sprecher    |
| -------------- | ---------------------------- | -------------------- |
| Yuri Honjo     | Haruka Shiraishi             | Anna Ewelina         |
| Kuon Shinozaki | Akira Sekine                 | Paulina Rümmelein    |
| Mayuko Nise    | Shiki Aoki                   | Patricia Strasburger |
| Sniper Mask    | Yuichiro Umehara             | Martin Bonvicini     |
| Mamoru Aikawa  | Jun Fukuyama                 | Julian Manuel        |
| Yayoi Kusakabe | Yōko Hikasa                  | Anke Korte           |
| Shinji Okihara | Megumi Ogata                 | Felix Strüven        |
| Kazuma Aohara  | Koji Yusa                    |                      |
| Ein            | Chika Anzai                  | Eleni Möller         |
| Dealer Mask    | Shizuka Ito                  |                      |

### Musik
Yōichi Sakai komponierte den Soundtrack der Serie. Für den Vorspann verwendete man das Lied HON-NO, gesungen vom EMPiRe, das Abspannlied ist Watashi no Na wa Blue von Have a Nice Day!.